# Matteuccia hintonii
Matteuccia hintonii là một loài dương xỉ trong họ Onocleaceae. Loài này được M.Kato mô tả khoa học đầu tiên năm 1980.
Danh pháp khoa học của loài này chưa được làm sáng tỏ. 